# Waleczni mnisi z klasztoru Shaolin
Waleczni mnisi z klasztoru Shaolin lub Klasztor Shaolin (oryg. Shao Lin si) – film z 1976 roku, w reżyserii Cheh Changa.

## Fabuła
Wyczuwając zbliżające się zagrożenie ze strony wojsk mandżurskich klasztor Shaolin, aby przetrwać przyjmuje nowych studentów. Uczniami zostają m.in. Fang Shih Yu i Hu Hu Chien, którzy przybyli nauczyć się walczyć i pomścić swoich bliskich. W klasztorze znajdują również schronienie żołnierze Ming Tsai Te-cheng (Ti Lung), Hu Te-ti (David Chiang), Yen Yung-chun (Szu Shih), and Ma Fu Yi (Wang Lung Wei) którzy w końcowej scenie odegrają znaczącą role. tymczasem mnisi nie mają pojęcia o zdrajcy, który piastuje wysokie stanowisko, a zadaniem jego jest zniszczyć klasztor Shaolin. Zdrajcą okazuje się Ma Chao-sing, który przy pomocy Ma fu yi wrzuca truciznę do wody, a w ostatecznej walce wpuszcza niepostrzeżenie wojska mandżurskie do klasztoru.
W ostatnich 20 minutach filmu zawarto sceny walki toczące się w klasztorze Shaolin, pomiędzy uczniami klasztoru a wojskami nieprzyjaciela, który ostatecznie kończy się spaleniem świątyni i ucieczką 8 studentów, planujących zemstę na wojskach mandżurskich.
Dalsze losy ocalałych studentów shaolin kontynuuje Pięciu mistrzów z Szaolin (1974).

## Obsada
- David Chiang jako Hu Te-ti
- Ti Lung jako Tsai Te-cheng
- Fu Sheng jako Fang Shih Yu
- Wang Lung Wei jako Ma Fu Yi
- Shan Mao jako Hai Hsien
- Lu Feng jako książę Hoo
- Kuo Chui jako Lin Kwong-yao